# Palacio Laurent

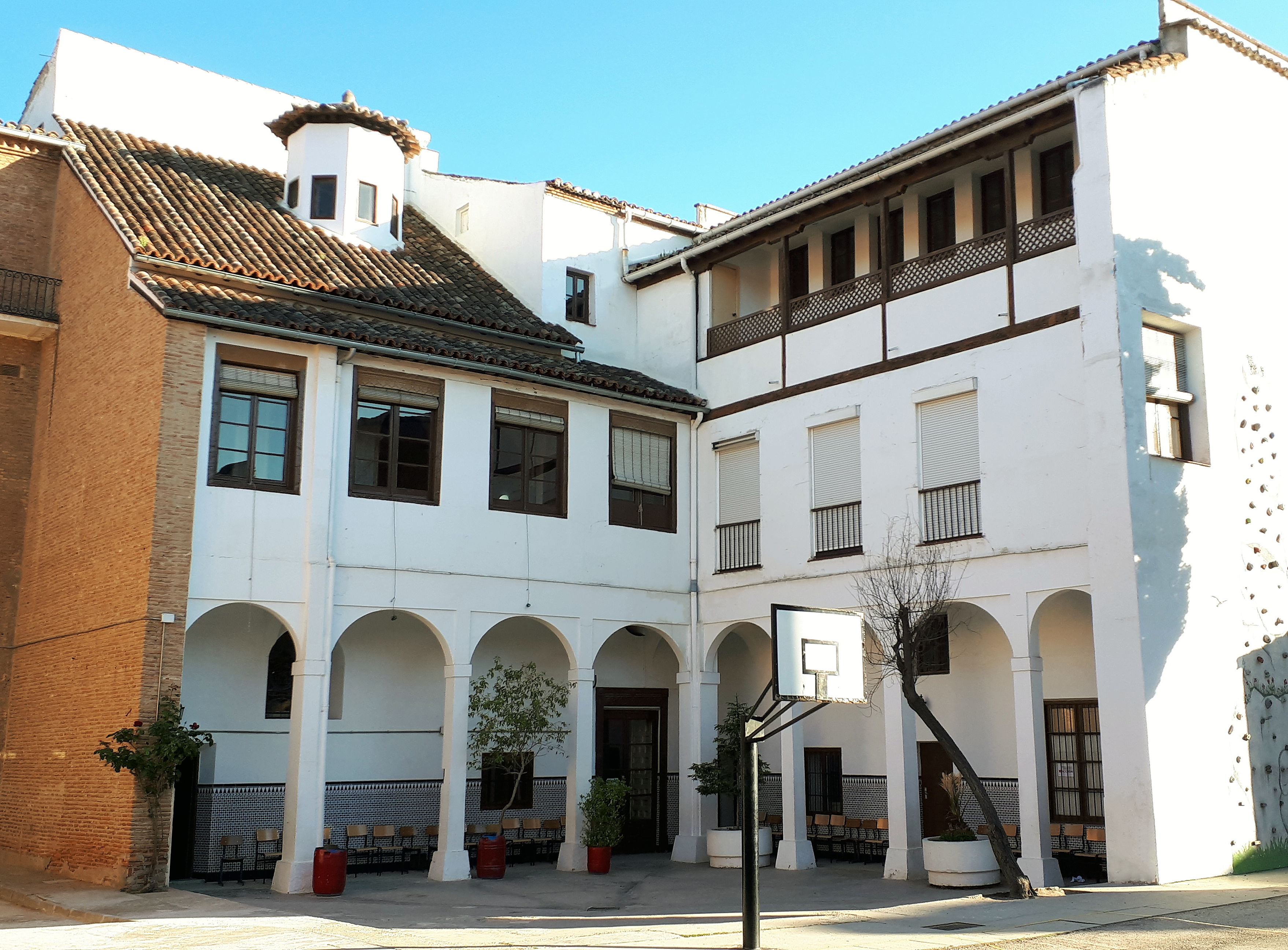
Patio del palacio.

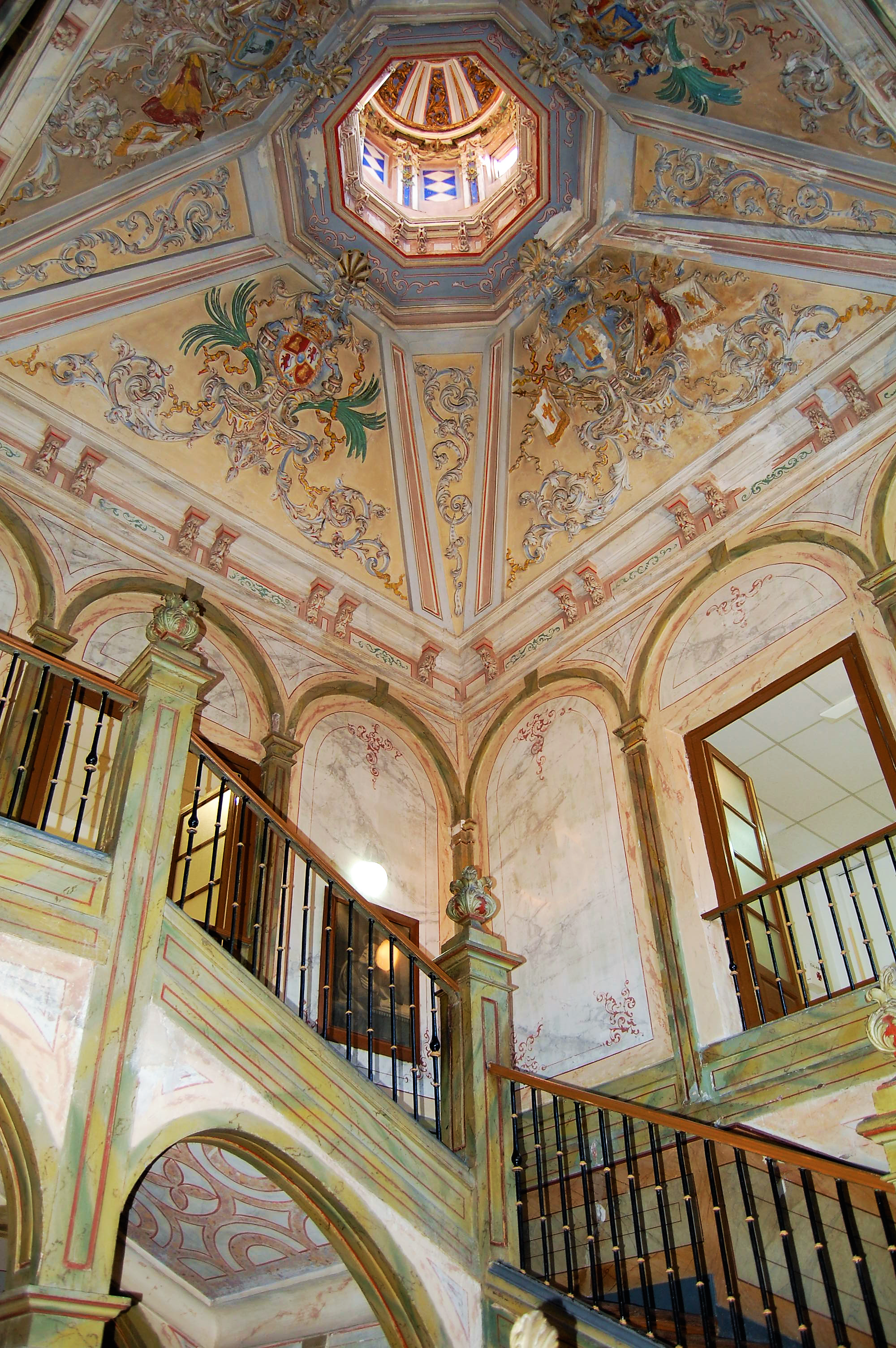
Escalera y bóveda.

El palacio Laurent, o palacio de Aranaz, es una casa del siglo XVIII situada en la calle Santiago, n.º 29, de Alcalá de Henares. Su denominación actual corresponde a su dueño más famoso, el fotógrafo francés J. Laurent (1816-1886), que residió en España durante 40 años. El palacio fue construido para Jacinto de Aranaz por los conocidos arquitectos barrocos José y Alberto de Churriguera.

## Historia
El inmueble fue construido en el siglo XVIII, por los arquitectos José Benito de Churriguera (1665-1725) y Alberto de Churriguera (1676-1750). Anteriormente se atribuyó al maestro de obras y alarife alcalaíno José Arredondo. El primer propietario fue Jacinto de Aranaz, entre 1724 y 1733, cuyo escudo de armas -con dos flores de lis y lobos andantes- se mantiene sobre la portada. 
A lo largo de los años se sucedieron 23 propietarios. Ya en el siglo XIX, la vivienda perteneció temporalmente a la marquesa de Murillo. En 1859 lo adquirió Joaquín Alegui, y tres meses después pasó a Narciso de la Escosura, quien fuera embargado por el Banco de Economía, en julio de 1861, por problemas financieros.
El edificio junto con su jardín y su huerta ocupaba 5.056 m². Fue comprado por el fotógrafo Jean Laurent o Juan Laurent y Minier en abril de 1863, por 142.000 reales. Lo adquirió para utilizarlo como residencia estacional, y como aval hipotecable en sus negocios fotográficos, empleándolo para ello en al menos tres ocasiones. Entre mayo y junio de 1870, recibió y hospedó en su casa al escritor Alejandro Dumas (padre). Hizo decorar a conciencia la bóveda. Una vez fallecida su esposa, María Emilia Daillencq, en 1869 pasó a ser propietario a partes iguales pro indiviso con la hija de su mujer, Catalina Melina Dosch de Roswag. Al jubilarse en 1881, Laurent le traspasó su parte a su hijastra, que a su vez vendió el palacio al año siguiente a José Leyra y Crespo. En el mismo año 1882, se la vendió a Manuel Minuesa de los Ríos por 80.000 pesetas y, al morir este en 1893, pasó en herencia a su esposa Agustina Rodríguez Estremera. Que en 1903 vendió, por 40.000 pesetas, a las Madres Escolapias.
El 17 de mayo de 1904 se inauguró el conjunto, muy reformado, como colegio "Sagrado Corazón". El incremento de alumnas hizo que, en la década de los años 20, se añadiera una nueva planta al inmueble y en 1930 se agrandara hacia el callejón. En 1968 se amplió el colegio con un nuevo edificio. En 1970 se cambió su denominación como colegio de "Escolapias Calasanz Alcalá", que aun se mantiene. La última gran reforma del palacio fue en 1987, manteniendo principalmente su fachada y su escalera.
Sólo se interrumpió temporalmente su dedicación como centro docente durante la Guerra civil española. Se incautó para Casa del Pueblo del Partido Socialista, entre el 11 de agosto de 1936 y abril de 1939.
En 2021 se realizó un proceso de micromecenazgo para restaurar la escalera de este palacio, y convertirlo en una Casa-museo de Laurent, que incluirá una colección de sus fotografías del siglo XIX y una réplica de su carruaje-laboratorio fotográfico.

## Jean (o Juan) Laurent
J. Laurent (Garchizy, 1816 - Madrid, 1886) residió en España desde 1843, estableciendo su estudio fotográfico en 1856. Durante la segunda mitad del siglo XIX, fue uno de los fotógrafos más reconocidos en España, junto con el británico Charles Clifford. Llegó a anunciarse como Fotógrafo de S.M. la reina Isabel II, entre 1861 y 1868. Su obra fotográfica es muy amplia, abarcando paisajes, monumentos, obras de arte, retratos de personalidades, obras públicas, escenas cotidianas y folklóricas.

## Edificio
Inicialmente era una casa palaciega de estilo barroco con galería, que contaba con 14 habitaciones, entre salones y dormitorios, destacando un despacho y un gabinete, además de jardín y huerto. En la actualidad, el edificio se articula en torno a la magnífica escalera obra de Alberto de Churriguera. Consta de dos plantas en origen, más una tercera añadida en 1904 por las Madres Escolapias. 
Su fachada, a la calle Santiago, está construida en fábrica de ladrillo sobre zócalo de sillería, con gran sobriedad y sencillez compositiva. Destacando la portada adintelada del siglo XVIII, obra de José Benito de Churriguera en 1725, con decoración barroca de fajas de piedra y, sobre ella, un escudo heráldico con yelmo. Los vanos abiertos en el paño de fachada se enmarcan con una sencilla moldura de granito, enfatizando una simple bicromía de paramentos, y una línea de imposta pétrea recorre la fachada a nivel del primer forjado, marcando la separación de las dos plantas originarias del edificio.
En su interior, y como parte de la estructura, hay una serie de pilares modernistas realizados en hierro por la Fundición Lebrero de Madrid. Originalmente la casa, en su planta baja, tiene un zaguán de entrada y una gran sala de recibimiento junto a la escalera principal, formando un espacio de doble altura de planta cuadrada, sustentado por esbeltas columnas de madera e iluminado en cubierta por una pequeña linterna octogonal; decorado todo el conjunto por molduras de madera policromada. El conjunto mantiene unidad ornamental en los motivos vegetales escogidos, enfatizados por la tonalidad verde y tierra de la policromía de la madera (columnas a modo de esbeltos troncos, molduras geométricas, estructura y decoración natural de la escalera). Y una galería porticada, que actualmente conserva dos crujías, en torno al patio o jardín interior del edificio.
En la segunda planta, dos pasillos de distribución interior se abren en arquerías de madera policromada frente al espacio de doble altura de la escalera principal, y prestan acceso a las dependencias contiguas de las que sólo quedan originarias dos galerías cerradas en torno al patio. La finca, además, tenía huerta, una cuadra, corrales y una casa de dos plantas para el hortelano.
Escalera y bóveda
El espacio más singular, y que mejor ha perdurado, es la escalera rematada con cúpula y linterna. Su estructura se apoya sobre pilares de madera  (no sobre muros, como suele ser habitual) con arcos de medio punto y sorprendentes "arcos de escarpe". En la ventana de la escalera hay una vidriera policromada, obra de Maumejean, colocada en la década de 1960.
Toda la decoración en yeso tallado es del siglo XVIII. Laurent mandó redecorar y repintar la bóveda en 1863. En los cuatro paños interiores de la cubierta, aparecen escudos heráldicos con coloridos relieves representando los blasones de Francia en tiempos de Napoleón III, de España en tiempos de Isabel II, de las ciudades de Madrid y de Alcalá de Henares.

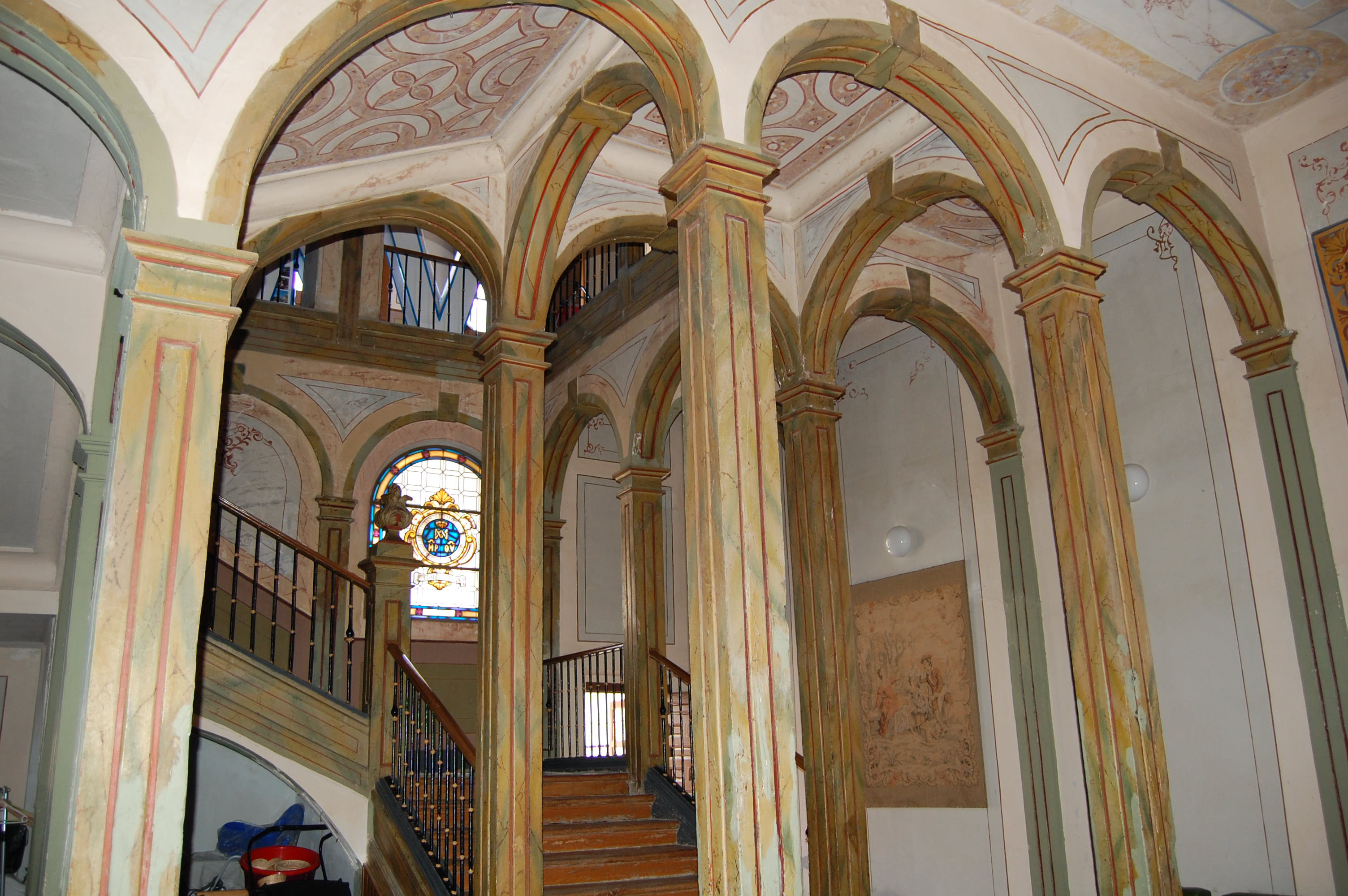
Columnas de la escalera principal.
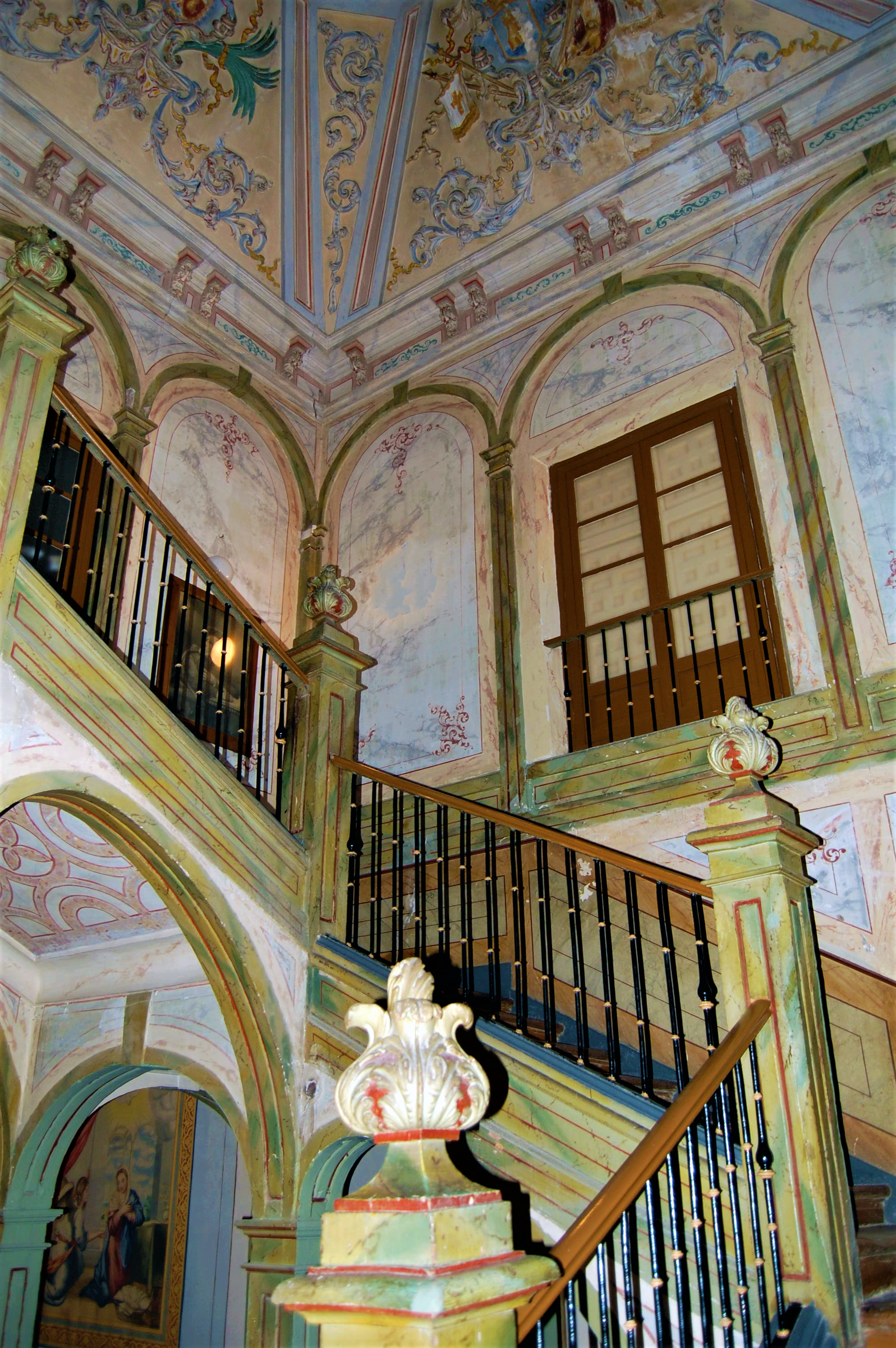
Escalera principal.
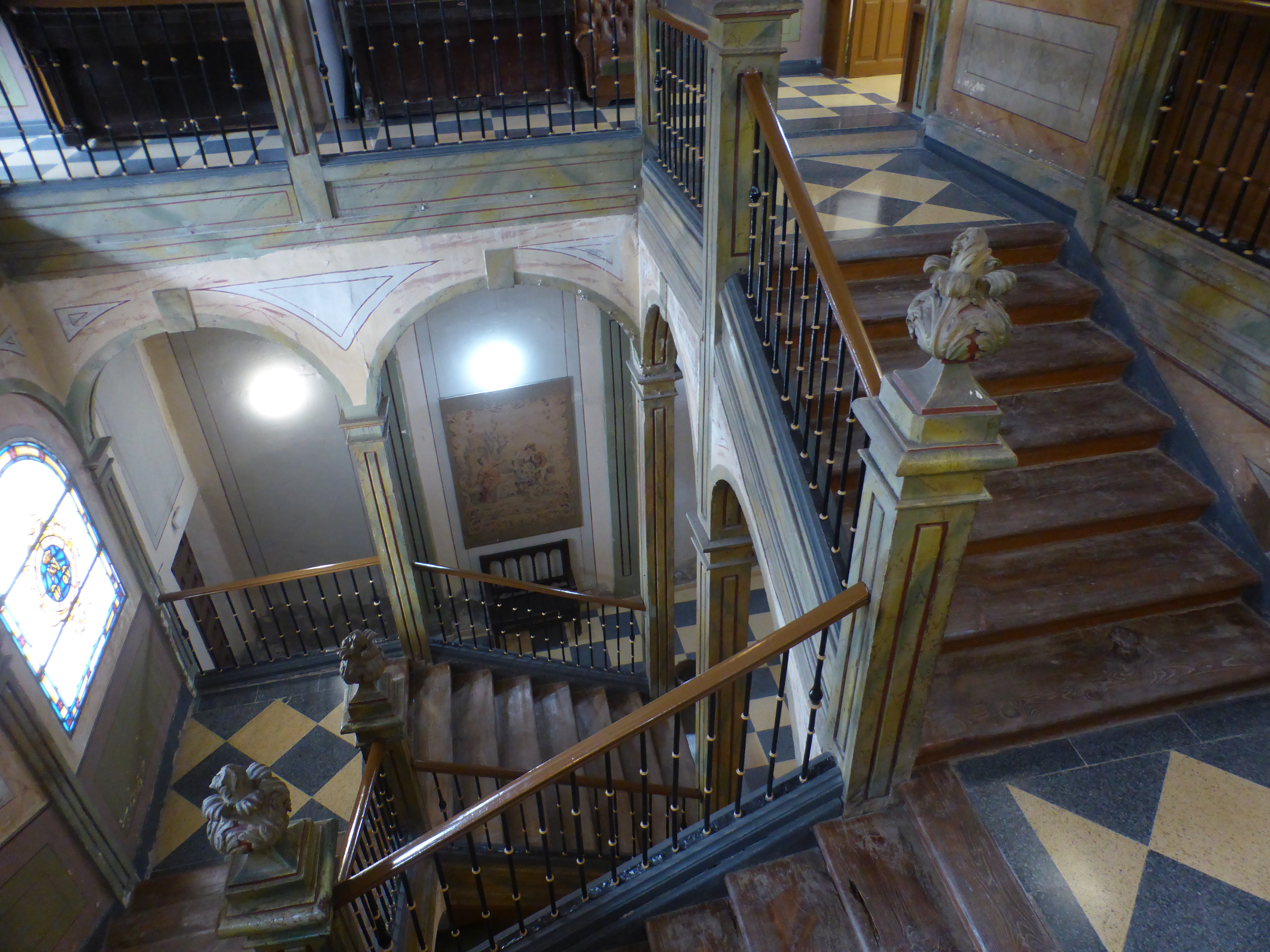
Escalera, vista cenital.
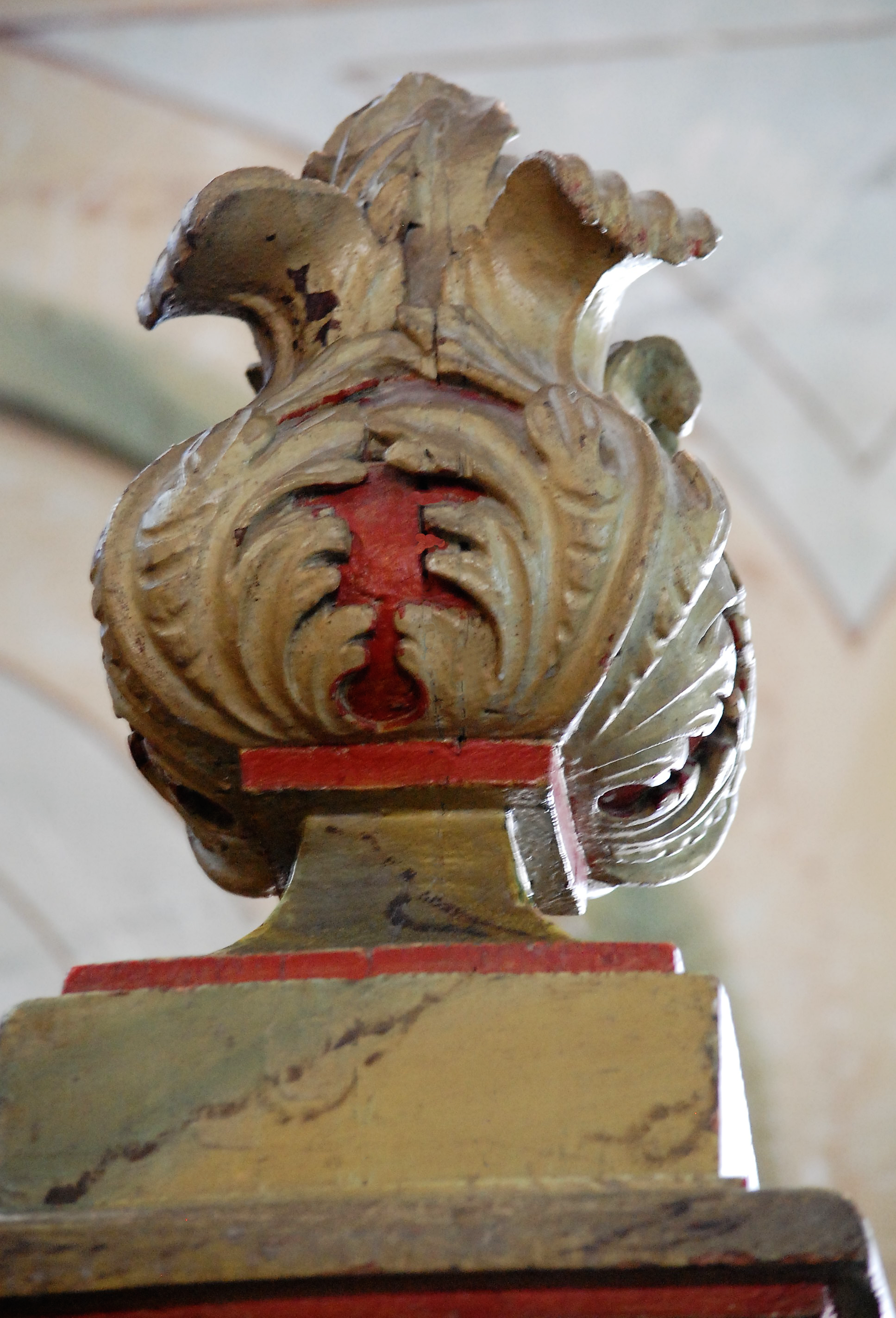
Detalle ornamental de la escalera.
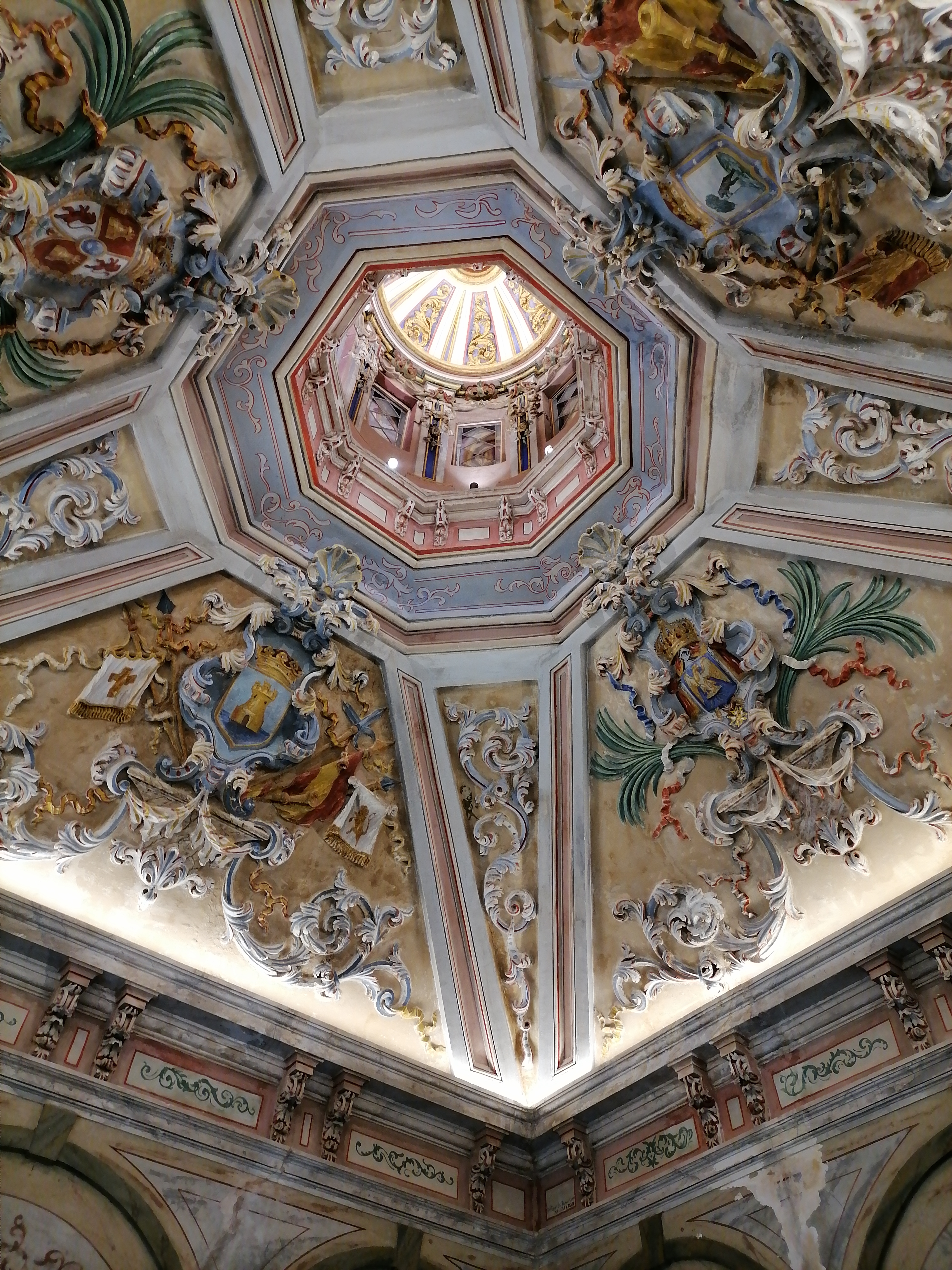
Bóveda y linterna después de su restauración.
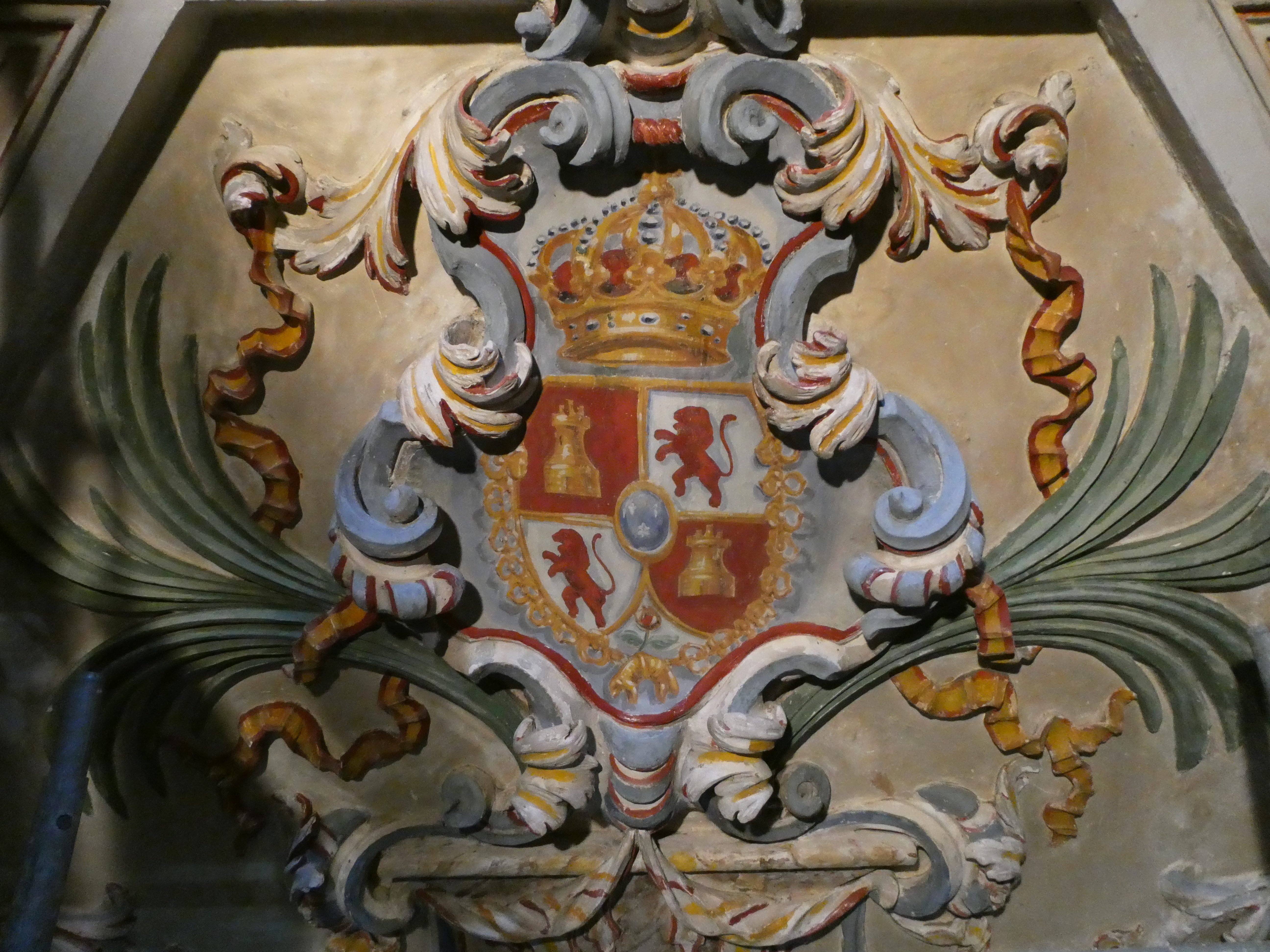
Escudo de Isabel II, por Henry Lastrade, en 1863.
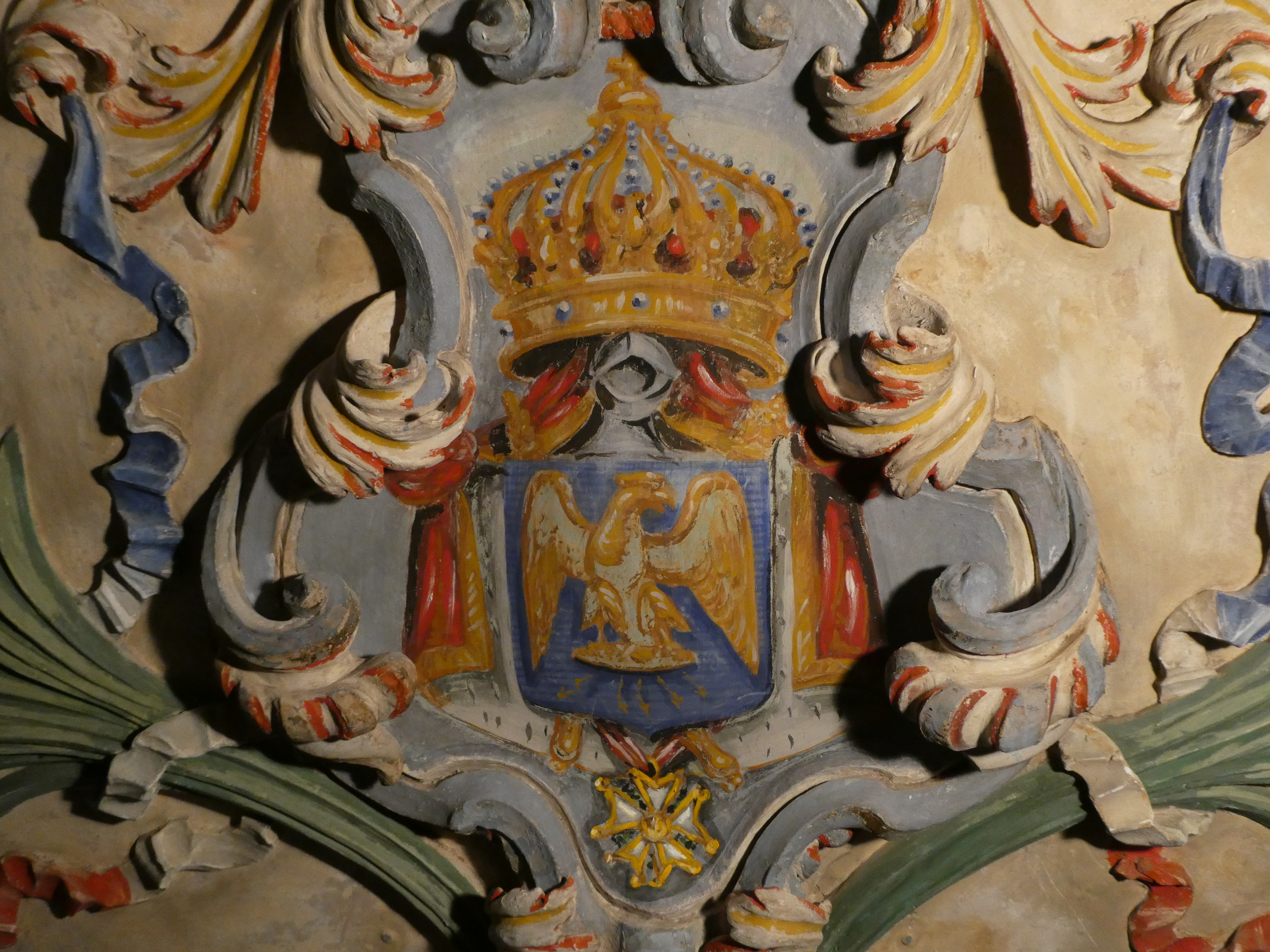
Escudo de Napoleón III.
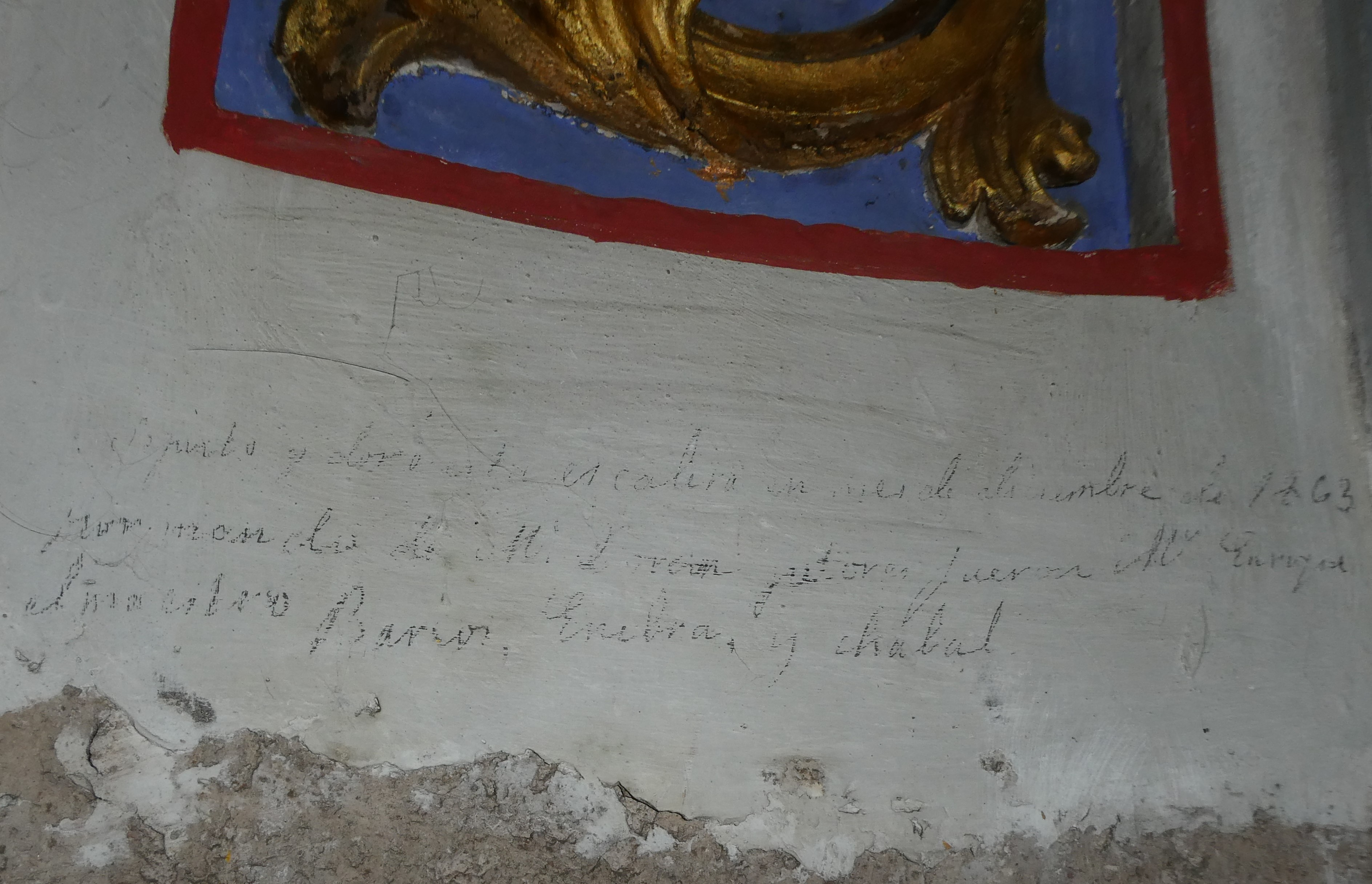
Por mando de M. Loren. Inscripción de 1863 en la linterna de la cúpula.[nota 1]
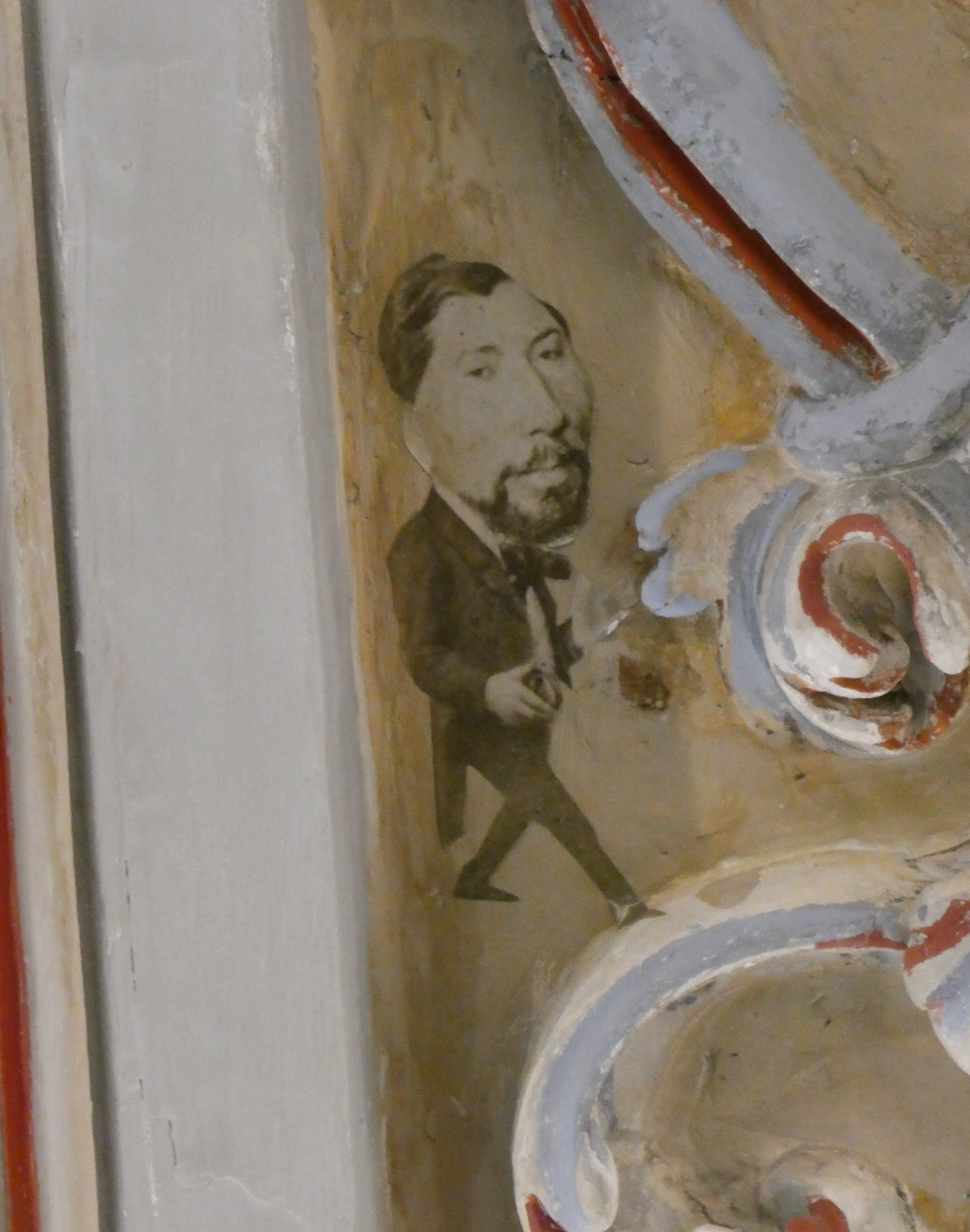
Caricatura en la bóveda.
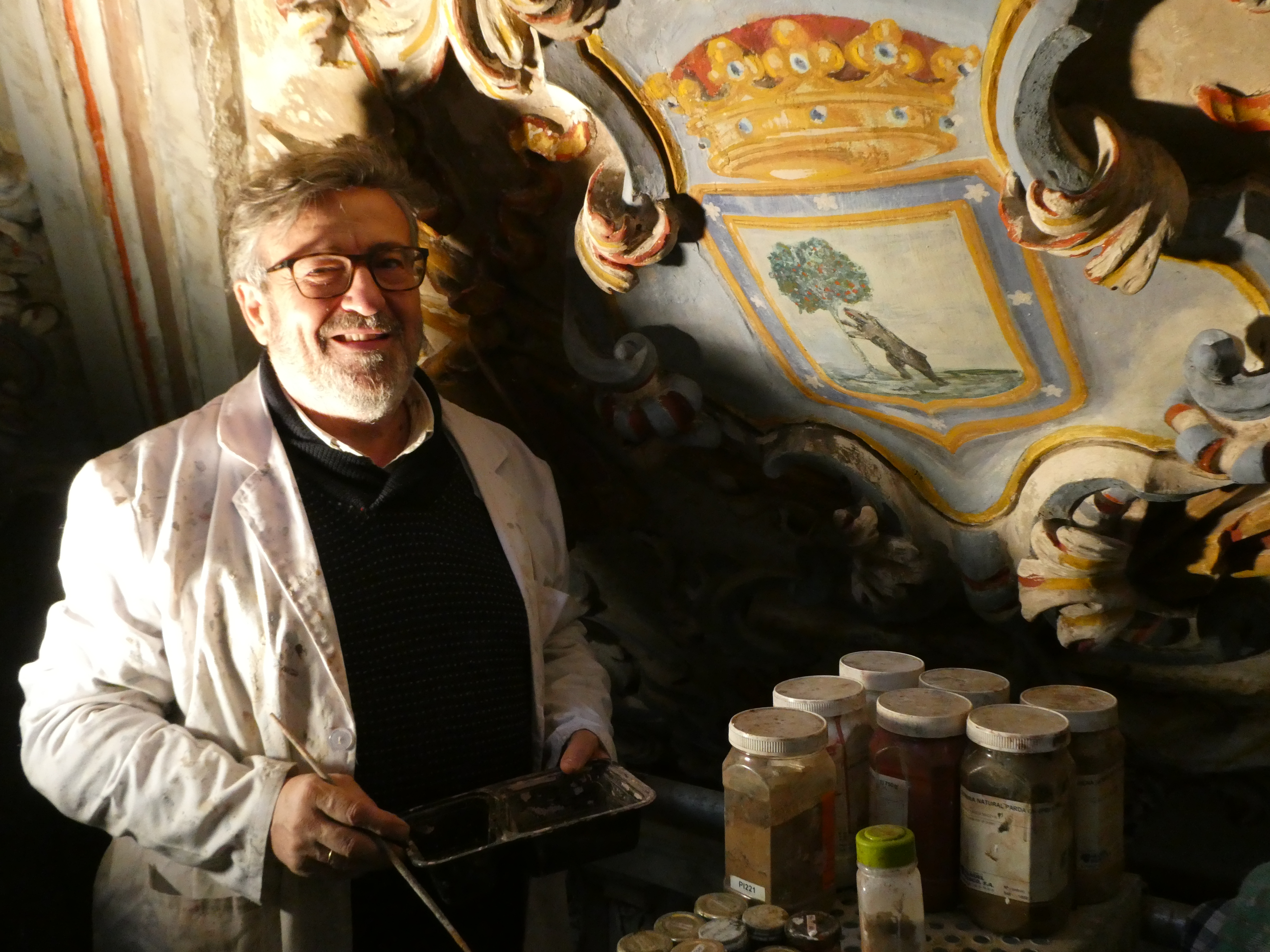
El restaurador Ramón Cano junto al escudo de Madrid, en 2021.